# Walckenaeria microps
Walckenaeria microps là một loài nhện trong họ Linyphiidae.
Loài này thuộc chi Walckenaeria. Walckenaeria microps được Herman Theodor Holm miêu tả năm 1984.